# Tur (govedo)
Tur (znanstveno ime Bos primigenius) iz družine votlorogov, je bilo divje govedo, ki se je prosto paslo po jasah in goščavah Evrope, Azije in severne Afrike. V Evropi je bil tur iztrebljen v 17. stoletju. Potomec tura je domače govedo.
Na območju Turjaškega gradu naj bi se nekdaj paslo govedo tur in od tod ime gradu. Tur je upodobljen tudi na grbu občine Velike Lašče.

## Značilnosti
Tur je bil nekoliko večji od današnjega domačega goveda. Dolžina odraslega samca je dosegla tudi do 2,8 m brez repa, ki je v dolžino meril še 0,8 metra. Samice so bile nekoliko manjše od samcev. Samec je v plečih dosegel višino med 160 in 180 cm, samice pa okrog 150 cm. Razlika med spoloma pri turu pa ni bila samo v osnovnih značilnostih in velikosti, pač pa tudi v barvi. Samec je bil rjavkasto črne, samica pa rjavkasto rdeče barve. Rogovi so bili svetle, največkrat slonokoščene barve, konici rogov pa značilne temno rjave do črne barve.